# Enrico Mattei
(Enrico Mattei sulla politica del dopoguerra)
Enrico Mattei (Acqualagna, 29 aprile 1906 – Bascapè, 27 ottobre 1962) è stato un imprenditore, partigiano, politico e dirigente pubblico italiano.
Figlio del brigadiere dei carabinieri Antonio Mattei, di Civitella Roveto nella Marsica, fondò una piccola azienda chimica. Durante la seconda guerra mondiale, prese parte alla Resistenza, divenendone una figura di primo piano e rappresentandone la componente "bianca" in seno al CLNAI.
Nel 1945 fu nominato commissario liquidatore dell'Agip, che era stata creata nel 1926 dal regime fascista.  Invece di seguire le istruzioni del Governo, Mattei riorganizzò l'azienda, fondando nel 1953 l'Ente Nazionale Idrocarburi (ENI), di cui l'Agip divenne la struttura portante. Sotto la sua guida, l'ENI diventò una multinazionale del petrolio, protagonista del miracolo economico postbellico.
Fu parlamentare dal 1948 al 1953 per la Democrazia Cristiana. Successivamente, rese l'ENI un centro di influenza politica attraverso la proprietà di media quali il quotidiano Il Giorno e finanziamenti ai partiti. Si collocò sempre vicino alla sinistra democristiana, in particolar modo a Giorgio La Pira e Giovanni Gronchi.
Sotto la sua presidenza, l'ENI negoziò rilevanti concessioni petrolifere in Medio Oriente e un importante accordo commerciale con l'Unione Sovietica. Queste iniziative contribuirono a rompere l'oligopolio delle Sette sorelle che allora dominavano l'industria petrolifera mondiale. Mattei introdusse inoltre il principio per il quale i Paesi proprietari delle riserve dovevano ricevere il 75% dei profitti derivanti dallo sfruttamento dei giacimenti.
Morì nel 1962 in un incidente aereo nei pressi di Bascapè. Le indagini sulla morte durarono anni e si scontrarono con gravi depistaggi.  Oggi si ritiene che uomini di servizi segreti stranieri sabotarono il suo aereo personale; si pensa inoltre che anche il giornalista Mauro De Mauro sia stato ucciso da personale di servizi stranieri mentre stava per divulgare quanto aveva scoperto proprio sulla morte di Mattei. Inoltre, secondo alcuni, anche Pier Paolo Pasolini sarebbe stato assassinato perché aveva iniziato ad indagare sulla morte di Mattei.
È sepolto a Matelica, città in cui ha vissuto a lungo e dove tuttora risiede parte della sua famiglia.

## Biografia

### Giovinezza e formazione
(Enrico Mattei, discorso per il conferimento della laurea honoris causa all'Università di Camerino)

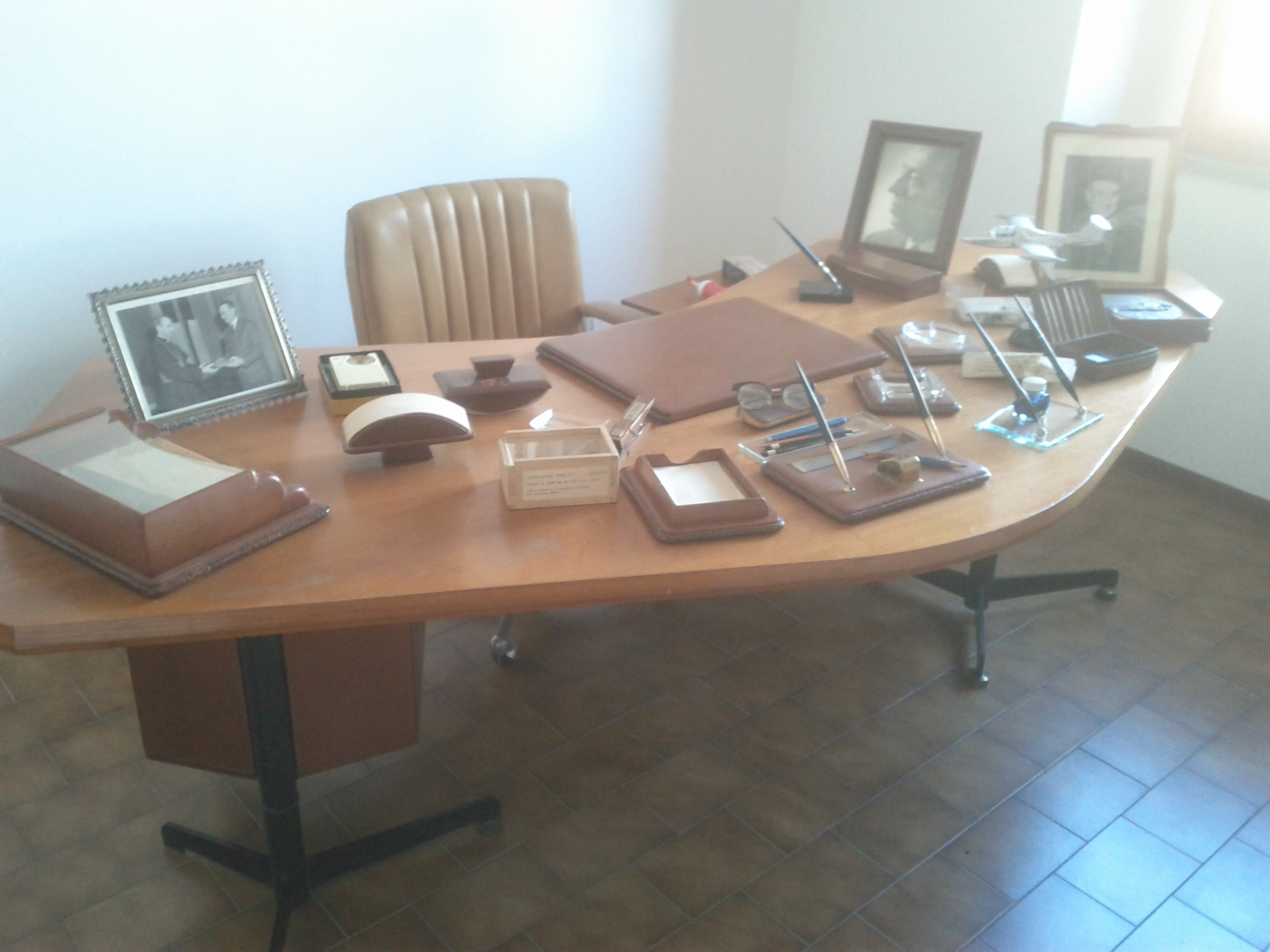
La scrivania originale di Enrico Mattei nella casa natale di Acqualagna dove visse dal 1906 al 1919, ora museo cittadino.

Enrico Mattei nacque ad Acqualagna, attuale provincia di Pesaro e Urbino, il 29 aprile 1906 in una famiglia modesta, figlio della marchigiana Angela Galvani originaria di Acqualagna e di Antonio, sottufficiale dei Carabinieri nativo di Civitella Roveto (in Abruzzo), dove Enrico trascorse molti periodi dell'infanzia e dell'adolescenza, venendo a contatto con la realtà rurale del luogo (il suo stesso nonno, Angelosante, era un carrettiere), e da cui trasse ispirazione nella forte dedizione al lavoro d'industriale.
Conseguita la licenza elementare a Casalbordino, dove il padre era stato mandato a comandare la stazione dei Carabinieri, frequentò la Regia Scuola Tecnica a Vasto, città alla quale rimase profondamente legato, tanto da contribuire al riscatto della zona in futuro, da presidente dell'ENI. L'ENI, assieme all'IRI, decise di creare nel 1962 la Società Italiana Vetro (SIV), sfruttando il metano rinvenuto nella zona del vastese, precisamente nel paese di Cupello, che conferì a Mattei la cittadinanza onoraria nella seduta di Consiglio comunale del 2 ottobre 1961. Poiché in età giovanile non dimostrava costanza negli studi, fu avviato all'attività lavorativa dal padre, che lo fece assumere come apprendista in una fabbrica di letti metallici a Matelica, dove la famiglia si era trasferita nel 1919, e qui avvenne il suo primo contatto con i prodotti chimici, in particolare vernici e solventi.
Divenuto ragioniere, a vent'anni intraprese la carriera dirigenziale in una piccola azienda dov'era entrato come operaio.  Successivamente si trasferì a Milano, dove inizialmente svolse l'attività di agente di commercio nel settore chimico e delle vernici (lavorando come venditore alla MaxMeyer). A trent'anni avviò una propria attività nel settore chimico, con la quale riscosse un certo successo, sino a divenire fornitore delle forze armate italiane. Nel 1936 sposò la ballerina austriaca Margherita Paulas.

### Ruolo nella Resistenza italiana

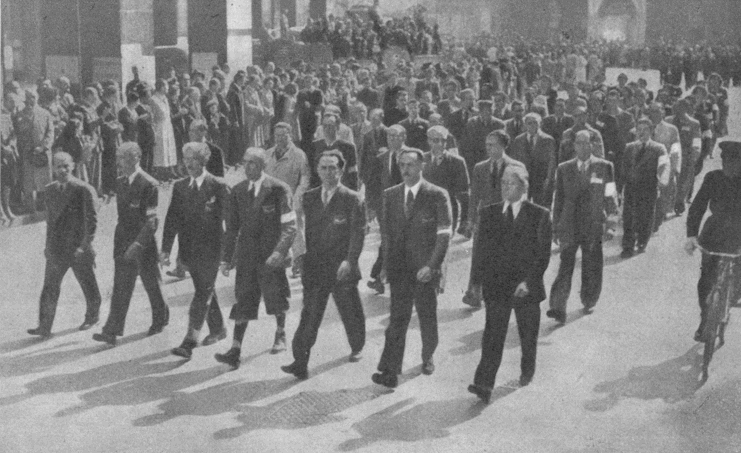
Il Comando generale del Cvl apre la sfilata del 6 maggio 1945 a Milano. Mattei è il secondo da destra.

Durante la seconda guerra mondiale partecipò alla Resistenza come partigiano, tra i cosiddetti "bianchi" o "guelfi" (quelli, cioè, che si riferivano all'area politica cattolica), dimostrandosi subito un valido condottiero e un buon diplomatico (come ne disse in seguito Marcello Boldrini e come, in un contesto più drammatico, confermò Mario Ferrari Aggradi).  A latere resta il giudizio di Luigi Longo, del quale divenne amico personale: «Sa utilizzare benissimo le sue relazioni con industriali e preti», essendo l'uomo di riferimento della Democrazia Cristiana nel CLN. In tale attività consolidò le sue amicizie con altri partigiani che rimasero per lui persone di riferimento nell'ambito della politica. In seguito, proprio fra i suoi compagni di Resistenza avrebbe cercato, da presidente dell'Eni, gli uomini fidati a cui affidare la sua sicurezza personale.
Andati vani alcuni tentativi di approccio, alla fine del 1942, con le organizzazioni clandestine antifasciste (per le quali la passata simpatia per il fascismo costituiva un'ovvia ragione di diffidenza), entrò nella Resistenza nel 1943 con una lettera di presentazione di Boldrini che lo fece ricevere a Roma da Giuseppe Spataro, che in una clandestinità d'altro genere stava provando a riorganizzare il Partito Popolare dopo la stesura del cosiddetto Codice di Camaldoli. Spataro lo accreditò presso i popolari milanesi e, dopo l'armistizio di Cassibile (reso pubblico l'8 settembre 1943), Mattei cominciò a operare nelle Marche per il CLN. Alla formazione conferì inizialmente un apporto di natura logistica e organizzativa, procurando armi, vettovaglie e viveri, medicine, e altri generi utili; riuscì inoltre a intessere una rete informativa, nella quale coinvolse anche diversi parroci, grazie alla quale si procacciava informazioni "fresche" sugli spostamenti del nemico. Non appena la sua attività cominciò a destare attenzione, assunse il nome di battaglia di "Marconi" e quando le SS cominciarono a interessarsi più da vicino alla sua persona, perquisendogli la casa di Matelica, Mattei tornò a Milano dove, dopo un periodo di quiete, si mise a capo di una formazione operante nell'Oltrepò Pavese.
Arruolò un numero rilevante di volontari (dai 2.000 iniziali, al 25 aprile del 1945 se ne sarebbero contati oltre 40.000) e condusse diverse azioni militari, di tanto in tanto rientrando a Milano, dove Boldrini nel frattempo era preso dalla costruzione della nascente Democrazia Cristiana insieme a Giuseppe Dossetti, Amintore Fanfani, Ezio Vanoni, Augusto De Gasperi (fratello di Alcide), Orio Giacchi, Enrico Falck (della omonima famiglia di industriali) e altri futuri esponenti della DC.
Nel 1944 Mattei fu chiamato a rappresentare le formazioni partigiane cattoliche nella Segreteria per l'Altitalia della nascente DC di De Gasperi e Gronchi. raccontò Giacchi che Mattei gli si sarebbe presentato autocandidandosi o forse imponendosi come candidato («Sono italiano, ma anche cattolico, vorrei menar le mani in uno schieramento cattolico»). Divenne così un dirigente del partito.
Nel frattempo ottenne il diploma di ragioneria e si iscrisse insieme al fratello alla facoltà di Scienze politiche dell'Università Cattolica del Sacro Cuore di Milano. Poco dopo divenne, su investitura di Giacchi, il rappresentante della DC presso il ramo militare del CLNAI. Divenne anche il capo militare delle bande partigiane cattoliche, e come tale si fece mediatore, ponendo in contatto le formazioni partigiane anche non cattoliche e il clero. Con Falck si diede alla raccolta di fondi e i due ebbero un discreto successo nell'attività, tanto che fu incaricato anche di amministrarli. Longo lo definì «il tesoriere del Corpo volontari della libertà, onesto, scrupoloso, imparziale». Fu poi vice capo di Stato maggiore addetto all'intendenza.
Il 26 ottobre 1944 fu arrestato nella sede milanese della costituenda DC, insieme ad altri esponenti politici, dalla polizia politica della Repubblica Sociale Italiana. Recluso in un carcere di Como, ne evase il 3 dicembre con la complicità di una guardia. Uno degli altri arrestati, Pietro Mentasti, evase un mese e mezzo dopo con l'aiuto di Edgardo Sogno.
Il suo ruolo al vertice delle organizzazioni partigiane crebbe ancora e Mattei si trovò in pratica a divenire l'interlocutore di Ferruccio Parri e di Luigi Longo, il quale svelò che era stato fra coloro che avevano chiesto che Mussolini e altri eventuali arrestati fossero «passati per le armi sul posto della cattura» anziché consegnati agli Alleati. Alla liberazione, Mattei fu uno dei sette esponenti del CLN alla testa della manifestazione nella liberazione di Milano.

### Dopoguerra e ruolo nell'AGIP
Nel 1947 Mattei, che era vicepresidente dell'ANPI, diede origine all'«Associazione Partigiani Cristiani». Tre giorni dopo la liberazione, il 28 aprile 1945, fu nominato da Cesare Merzagora commissario liquidatore dell'Agip, ente statale per la produzione (estrazione), lavorazione e distribuzione dei petroli. L'incarico avrebbe dovuto limitarsi alla liquidazione e alla chiusura dell'azienda pubblica, ma appena si fu insediato, ebbe modo di valutare le potenzialità di sviluppo dell'ente, convincendosi che avrebbe potuto essere una risorsa di grande utilità per il Paese.
Solo pochi anni prima l'Agip aveva costituito la SNAM, una società dedicata per gestire il nascente mercato del gas e realizzare metanodotti. Nel 1944 era stato perforato a Cavenago d'Adda, alle porte di Lodi, un pozzo esplorativo provante la presenza di un giacimento di gas metano, che era stato quindi richiuso per timore che potesse cadere in mani tedesche. Tutto, aveva concluso Mattei, pareva portare a un florido sviluppo, anziché a una liquidazione.
Superando e spesso di fatto ignorando le resistenze di alcune componenti politiche, soprattutto delle sinistre (che vedevano nel "carrozzone di Stato" un retaggio della politica economica del fascismo e dunque spingevano per la sua soppressione), ma anche scansando talune manovre ostruzionistiche di esponenti democristiani filo-statunitensi, riuscì invece a risollevare il destino della società, che ben presto si sarebbe imposta all'attenzione, non solo nazionale, come esempio della capacità italiana di risollevare il capo dopo la distruzione economica e industriale subita a causa della guerra.
L'esperienza di Mattei all'Agip prima, e all'Eni poi, attraverso passaggi quasi sempre avventurosi, a volte coperti da un velo di mistero, con le caratteristiche del comportamento del personaggio Mattei, spesso sopra le righe, ma certamente non convenzionale, avrebbe posto le basi per il rilancio di un'azienda ritenuta improduttiva e costosa, destinata a scontrarsi con poteri consolidati da decenni nel settore degli idrocarburi, in particolare con il cartello delle cosiddette Sette sorelle, che all'epoca detenevano un sostanziale oligopolio su quel mercato. Mattei si insediò il 12 maggio 1945, e la sua nomina fu ratificata il 16 giugno da Charles Poletti, capo dell'amministrazione militare alleata. Il fratello Umberto veniva intanto nominato presidente del Comitato Oli e Grassi, mentre il fidato Vincenzo Cazzaniga, un dirigente della Standard NJ conosciuto, come Eugenio Cefis e Alberto Marcora, durante la clandestinità partigiana, divenne presidente del Comitato Oli Minerali Carburanti e Succedanei.

### Programma alla presidenza AGIP
Il 15 maggio 1945, il ministro del Tesoro Marcello Soleri (che secondo Eugenio Cefis era destinatario delle principali pressioni statunitensi) scrisse al ministro dell'industria Gronchi, a proposito dell’Agip: «Le attuali condizioni del bilancio [...] hanno indotto questo ministero a sottoporre ad attento esame la questione delle ricerche petrolifere per conto dello Stato». Ritenuto che i risultati fossero «decisamente sfavorevoli», concludeva che fosse «da sospendere ogni iniziativa tendente a nuovi programmi di ricerche petrolifere». Allegò due punti di dettaglio operativo, con cui iniziare subito le operazioni per la liquidazione:
1. dare in concessione a società o privati i cantieri attivi sotto congruo corrispettivo a favore dell'erario;
2. chiudere gli altri cantieri che non hanno mai dato risultati apprezzabili.

Gronchi girò a Mattei la missiva, aggiungendovi la richiesta di una «dettagliata relazione sull'argomento prima di prendere una qualsiasi decisione».
Dagli Stati Uniti giunsero offerte per acquistare le attrezzature dell'Agip; la "generosità" dell'offerta (250 milioni) e le condizioni delle attrezzature insospettirono, secondo il Pietra, il commissario. Che non meno si insospettì per il numero di visite di tecnici stranieri, nonché di richieste di permessi di ricerca per zone nei cui pressi l'Agip aveva sviluppato attività esplorativa. Instaurato dopo alcune asperità iniziali un rapporto con l'ingegner Carlo Zanmatti, questi gli perorò appassionatamente la causa dell'azienda e Mattei cominciò a procrastinare gli atti necessari per la liquidazione.
Caduto il governo Bonomi, nel giugno 1945 venne il gabinetto Parri, nel quale mantennero le rispettive poltrone sia Gronchi sia Soleri, ma quest'ultimo morì dopo poche settimane, avvicendato da Federico Ricci. Mentre Mattei strappava a Parri un po' di tempo per potergli fornire una dettagliata relazione, Ricci confermò la linea del predecessore. Ma durante gli studi per redigere la relazione, Mattei venne a sapere del pozzo n. 1 di Caviaga, quello tenuto segreto da Zanmatti, e su questa "scoperta" – ebbe a dire in seguito – basò la sua definitiva intenzione di salvare l'ente.
L'8 luglio la regia Guardia di Finanza chiese il sequestro dei beni di Enrico Mattei e della moglie, ai sensi del d.d.l. 27 luglio 1944 sui profitti di regime. La procedura fu avviata dall'Avvocatura dello Stato il 3 gennaio 1946.

### Concessioni
Mentre abilmente temporeggiava prima di "riconsegnare i libri", rinviando la liquidazione, Mattei analizzò il sistema di assegnazione dei permessi di ricerca e delle concessioni di coltivazione del giacimento in vigore al tempo, con le quali lo Stato concedeva a soggetti privati (in genere aziende minerarie, e l'Agip era una di queste, senza privilegi derivanti dall'essere di proprietà statale) il diritto di eseguire prospezioni, ricerche e perforazioni nel sottosuolo al fine di verificare la presenza di giacimenti petroliferi o di gas; in caso di ritrovamento positivo, la successiva concessione di sfruttamento governativa garantisce il diritto di estrazione e di vendita del prodotto, con il pagamento di una royalty percentuale allo Stato. Il sistema, con poche differenze, era ed è tuttora simile in quasi tutti i paesi occidentali, con l'esclusione degli USA, dove il contenuto del sottosuolo è considerato pertinenza del terreno di proprietà privata.
Le concessioni di ricerca e sfruttamento sarebbero state il campo di battaglia di Mattei, in Italia e all'estero, il terreno di scontro sul quale sarebbe stata celebrata la sua gloria e sul quale sarebbe ricaduta la sua polvere: la sabbia del deserto.
In Italia queste concessioni erano quasi esclusivo appannaggio di aziende straniere, con una certa prevalenza di quelle statunitensi. L'Agip, inoltre, non veniva preferita fra le aziende concessionarie (le modalità di rilascio della concessione hanno un profondo contenuto discrezionale governativo), malgrado la professionalità e la capacità tecnica del personale e le competenze acquisite in anni di ricerca.
Poiché formalmente si doveva registrare una sorta di "unità nazionale" sul proposito di chiudere l'ente, pur variamente motivata, non era possibile richiedere al governo ulteriori stanziamenti per la ricerca e per il perfezionamento dei mezzi, né certamente avrebbe avuto senso richiedere nuove concessioni, perciò Mattei cominciò a lavorare con intensità per verificare se in taluna delle concessioni correnti vi fosse la possibilità di raggiungere qualche risultato.
Riunì quasi segretamente lo staff tecnico, e dopo che lo ebbe ammonito sul poco ortodosso motivo dell'iniziativa (che violava le finalità del suo incarico), iniziando uno stile che presto ne sarebbe divenuto caratteristico, concentrò le forze aziendali su quei siti di ricerca nei quali poteva essere più probabile il ritrovamento di qualche materiale. Richiamò in servizio, pressoché in segreto, l'ingegner Carlo Zanmatti, che era stato epurato perché repubblichino e che aveva buona conoscenza dei meccanismi interni dell'Ente e dello stato delle ricerche, e ne fece un suo consigliere quasi privato.
Nel frattempo operò acrobatici artifici contabili per destinare - non proprio palesemente - fondi alla ricerca, attingendoli dagli stanziamenti ricevuti per l'ordinaria amministrazione. Chiese e ottenne, con incontri poi rimasti nell'aneddotica del personaggio, prestiti diretti da parte di alcune banche, che, malgrado la sorpresa e alcune diffide di fonte politica, furono ben liete di concedergli fiducia e soprattutto denaro, col quale tappò i buchi di bilancio che qualcuno avrebbe poi definito "agghiaccianti".
Divenuto noto l'attivismo del nuovo leader, però, pronte giunsero al governo pressioni poco velate da parte delle compagnie statunitensi, accompagnate peraltro da presunti dossier spionistici coi quali si insinuava il sospetto che Mattei fosse animato da simpatie social-comuniste forse maturate, si sosteneva, durante la Resistenza; si agì dunque a 360º affinché il "pericoloso destabilizzatore" fosse allontanato. Il governo, aprendo a queste pressioni, degradò Mattei a consigliere d'amministrazione e lasciò che gli statunitensi potessero rimescolare a loro piacimento i programmi di concessione, permettendo loro gratuitamente di usufruire degli studi tecnici effettuati dall'Agip negli anni venti, studi portati avanti a proprio costo (o meglio, a costo dello Stato).

### Riscossione dei debiti politici
Intanto Mattei fu nominato, su indicazione dell'Associazione Nazionale Partigiani d'Italia, a consultore della Consulta nazionale dal 25 settembre 1945 al 24 giugno 1946.
Il ridimensionamento di ruolo non fu gradito dall'interessato, il quale, oltre all'istinto del comando, aveva sviluppato anche una sorta di devozione per la causa per la quale aveva in pratica abbandonato la sua industrietta personale, consegnata al fratello Italo. Insieme all'amico di vecchia data Marcello Boldrini, Mattei aveva però da tempo cominciato a frequentare i "salotti buoni" della capitale lombarda, conoscendovi (o ritrovandovi, dopo l'esperienza partigiana) buona parte del mondo della politica che si riferiva alla locale Università Cattolica e che comprendeva esponenti di primo piano della DC.
Uno fra questi, Ezio Vanoni, seppe cogliere la proposta di Mattei, cui l'esperienza partigiana aveva insegnato il valore del carisma, di barattare l'appoggio di Mattei per le vicine elezioni con un'ampia delega alle materie petrolifere. Alcide De Gasperi vinse largamente le elezioni anche grazie alla capillare e coscienziosa campagna elettorale svolta in suo favore da Mattei (anch'egli eletto), e nominò Boldrini presidente dell'Agip e Mattei suo vice. Boldrini mostrò di gradire la possibilità di delegare il comando al suo vice.
La riconquistata autorità si rivelò in questa fase non poco utile per inoltrare a Roma pressioni sempre più insistenti, e ora autorevoli, affinché all'Agip venissero riconosciuti, da un lato, altro tempo prima di confermare o annullare definitivamente la liquidazione, che restava sospesa, dall'altro, nuove concessioni per la ricerca.
Parallelamente, non mancò di sottolineare come certe concessioni ad aziende straniere (nella specie: statunitensi) fossero eccessivamente sbilanciate sia nella misura delle royalty, sia nelle modalità di uso delle concessioni stesse, giacché molte di esse restavano inusate, in parcheggio, inutili per i concessionari e sottratte alla ricerca di altri (ad esempio, dell'Agip).

### Elezione a deputato e il "metodo Mattei"
Sul versante politico: il 14 aprile 1947 si pose a capo, insieme a Raffaele Cadorna Jr, della Federazione Italiana Volontari della Libertà, una formazione nata da una scissione dall'ANPI raccogliendo partigiani di area cattolica e soprattutto anticomunista. Nel 1948 si ebbe il successo postbellico nella ricerca mineraria: a Ripalta, nel cremasco, fu scoperto un giacimento di gas naturale. Un interessante risultato per un ente che ufficialmente stava per essere liquidato e significativo nell'instaurato conflitto con le compagnie d'oltreoceano. E nell'aprile 1948 fu eletto deputato alla Camera nelle liste della Democrazia Cristiana.
Dotato di acume per la gestione della comunicazione e dell'immagine, Mattei seppe dare al ritrovamento un'importanza dosata, nell'attesa di alzare la spada per nuovi successi che attendeva di lì a poco, e questo occorreva anche per sondare le reazioni politiche e per preparare con gradualità i politici a dover rivedere talune posizioni. Dinanzi alle ancora unanimi intenzioni di liquidazione, questa scoperta fu considerata un fuoco di paglia che  sconcertava, ma che non sarebbe stata in grado di mutare il corso delle decisioni già assunte.
Nel giro di un anno, invece, i ritrovamenti di giacimenti di gas da parte di Agip, società ormai galvanizzata dall'energico comandante, con un personale coeso e motivato, in cui la paura dei licenziamenti era stata sostituita dall'aperto entusiasmo, sarebbero continuati in molte zone della piana del Po e sino al 1952 fu un'escalation di risultati positivi che "costrinsero" il governo ad autorizzare la costruzione di nuove reti di gasdotti che avrebbero lambito le aree periferiche industriali di Milano. Le industrie milanesi ricevevano quindi, direttamente dalle tubazioni, risorse energetiche a basso costo.
In realtà, non si trattava di una vera rivoluzione industriale, quantunque Mattei, per la detta abilità comunicativa, ciò volesse far ritenere: l'apporto di gas era proporzionalmente scarso, le tecnologie per il suo utilizzo erano ancora poco diffuse perché potessero esservi economie di scala e i costi per l'ente – malgrado gli artifici – erano pesanti. Ciò nonostante, il "gas di Milano" pregiudicava molte precedenti certezze sui destini dell'ente. «Un giorno, il metanodotto arriva alle porte di quella città. Che fare? Un passo ufficiale presso il sindaco per chiedere il permesso di attraversamento? Bisognerà attendere la delibera del Consiglio comunale, l'ordinanza della prefettura, l'autorizzazione ministeriale... ci vorranno mesi, se non anni.» Ma Mattei aveva creato le cosiddette "pattuglie volanti"... Trecento operai di esse si avvicinano nottetempo alla città, quasi si trattasse di un attacco militare, ma in realtà solo "armati" di pale e picconi. Silenziosamente lavorano tutta la notte. La città viene bisecata dagli scavi, l'indomani mattina i cremonesi stupefatti trovano montagne di terra ai lati delle strade. Accorre il sindaco, trafelato e furioso. "Vi prego di scusarmi" replica Mattei "i miei uomini hanno commesso un imperdonabile errore di percorso. Ora darò gli ordini perché i lavori vengano immediatamente sospesi." Ovviamente, nessuno voleva, a quel punto, che la città rimanesse sventrata e bloccata, per cui il sindaco è costretto ad implorare Mattei "Mettete i vostri tubi, ricoprite la trincea in giornata e andate al diavolo!"»
L'Agip lavorava su ciò di cui disponeva con tutte le energie disponibili; Mattei la sosteneva in tutti i modi necessari, ortodossi o meno che fossero. Restò leggendario, ad esempio, il "metodo Mattei" per la realizzazione dei gasdotti, che considerava di massima urgenza per poter porre i politici dinanzi al fatto compiuto: poiché per gli attraversamenti dei terreni si doveva necessariamente pattuire l'istituzione di una servitù di passaggio con i rispettivi titolari, che in genere erano piccoli contadini o comuni, i tecnici dell'Agip e della Snam ricorsero a tutti gli espedienti di cui furono capaci per accelerare al massimo le "trattative".
Decine di chilometri di tubazioni furono stese nottetempo o sul far dell'alba, ufficialmente con la scusa di scavare una piccola traccia, "solo" per verificare l'idoneità del terreno, in realtà stendendo direttamente i tubi. Centinaia di sindaci furono svegliati di soprassalto dalla notizia di questi abusivi passaggi, quando questi erano già stati completati e risotterrati. Molti altri non seppero del passaggio dei gasdotti se non molto tempo dopo, magari incidentalmente. Lo smagliante sorriso di Mattei amabilmente placava molti dei protestatari, e dove non fosse bastata la coinvolgente prospettiva di assunzioni, pattuiva infine pratici indennizzi monetari, in genere modesti, spesso rateali. Dove sacerrime ragioni d'onore impedivano di risolvere la questione monetariamente, si ricorreva al finanziamento "riparatore" di opere pubbliche (magari restauri) che di fatto pubblicizzavano positivamente il nome dell'Agip, costituendo una sponsorizzazione i cui ritorni di immagine erano senza paragone.
La rete era stata stesa a tempo di record; con risparmi teoricamente impensabili. Mattei si vantò di aver trasgredito a circa 8.000 ordinanze.
Nel frattempo, su pressione di una lobby evidentemente orientata dalle compagnie statunitensi, stava per essere varata dal Parlamento una legge che tanto andava a favore degli interessi di quelle, che fu detto fosse stata direttamente preparata negli USA. Mentre il morale andava conseguentemente logorandosi, inaspettata arrivò la scoperta di Cortemaggiore

### Ritrovamenti petroliferi a Cortemaggiore
Nel 1949, a Cortemaggiore (PC) la perforazione di un pozzo rinvenne oltre al gas il petrolio; tuttavia non si trattava di un grande giacimento, anzi era una piccola riserva poco significativa rispetto al fabbisogno energetico nazionale, ma ancora una volta la sua innata capacità di orientamento della comunicazione, con slanci di genio e trucchi da venditore, consentì a Mattei di guadagnare trionfalisticamente per settimane le prime pagine dei giornali, dove, con allusioni e mezze verità (ma senza bugie) dichiarò che "grosso modo" si era all'inizio di una nuova era.
(Giorgio Bocca)
Mentre le azioni dell'Agip salivano a valori senza precedenti, l'Italia distrutta dalla guerra s'illudeva di aver trovato una fonte di riscossa, una speranza di riscatto la cui intima delicatezza avrebbe fatto tremare chiunque con animo onesto si fosse trovato a doverla gestire. Il governo De Gasperi ricevette dunque dalla scoperta un'importante iniezione di fiducia popolare e Mattei fu "rimborsato" con l'intervento sulla legge in discussione in Parlamento: il disegno di legge fu stravolto e si tradusse in una legge assai diversa da quella inizialmente proposta. Le aspettative statunitensi venivano tutte deluse: lo Stato riservava per sé il permesso per le ricerche in val Padana (la cosiddetta Area ENI) lasciando ai concorrenti la libertà di ottenere permessi di ricerca in altre parti della Penisola giudicate meno minerariamente promettenti. Contemporaneamente, prendeva corpo anche normativamente l'idea di un super-ente (l'Eni) che avrebbe dovuto coordinare tutte le politiche energetiche del Paese.
(Enrico Mattei)
Il petrolio italiano, che sarebbe stato presto chiamato Supercortemaggiore, la potente benzina italiana", piaceva all'elettorato di destra (e alle sue nostalgie nazionalistiche) come a quello di sinistra (compiaciuto per la contrapposizione agli interessi statunitensi) e la figura di Mattei cominciava a volteggiare sull'onda di una popolarità di prima grandezza, non limitata dalla condizione di parlamentare schierato.
Ma, seminascosto dal successo propagandistico del petrolio, il gas metano non dava minori soddisfazioni. Una successione di scoperte fece crescere la produzione nazionale a livelli inattesi, portando il metano al centro degli interessi del gruppo.

### Il cane a sei zampe

Il cane a sei zampe nel logo dell'Agip

Nel 1952 l'Agip, ormai non più in liquidazione, si dotò del noto logo con il cane a sei zampe e si preparò alla prossima nascita dell'ENI, Ente Nazionale Idrocarburi. Mattei si preparò conseguentemente ad assumere il ruolo di responsabile nazionale delle politiche energetiche, governando il neonato organismo senza mai essere posto in discussione, prima da presidente, poi anche da direttore generale. L'ENI era Mattei e Mattei era l'ENI.
Stabilizzò la linea operativa dell'Agip, per la quale ammodernò la struttura organizzativa e quella commerciale, perché la qualità del servizio potesse primeggiare a livello internazionale (e anche in questo alimentando l'aneddotica: come Giulio Cesare ispezionava personalmente le sentinelle, così Mattei personalmente andava a far benzina in incognito, premiando o licenziando, secondo quanto riscontrato). Importò dagli Stati Uniti il concetto di motel ideando i Motel Agip.
Costituì la Liquigas, azienda che avrebbe rivoluzionato la distribuzione del gas, operando anche una campagna di prezzi che gli garantì brevemente una quota di mercato rapidamente rilevante e sfruttando la capillarità della rete distributiva dell'Agip per poter agire con una politica d'impresa nazionale e non locale, come in genere era per i concorrenti.
Riesumò una linea produttiva della chimica per l'agricoltura che da tempo era passata in second'ordine negli interessi dell'ente, usando il metano nella produzione degli idrogenati usati nei fertilizzanti, anche per questi applicando prezzi di assoluta concorrenzialità. Della chimica "ordinaria", si sarebbe occupata un'altra azienda, l'Anic.
Su partecipate sollecitazioni (che avrebbe definito «commoventi») di Giorgio La Pira, sindaco di Firenze, Mattei rilevò la fabbrica Pignone,  finanziariamente in pessime condizioni, il cui fallimento avrebbe creato grossi problemi di occupazione in Toscana, e la mise a servizio delle esigenze meccaniche del gruppo con il nome di Nuovo Pignone. Le aziende principali del gruppo erano quindi sei: Agip, Snam, Anic, Liquigas, Nuovo Pignone, Romsa.

### Ostilità delle compagnie petrolifere internazionali
Mentre su dati gonfiati ed enfatizzati si fondavano certezze di ripresa industriale, la reale situazione evidenziava un fabbisogno petrolifero piuttosto inquietante, cui l'esiguo prodotto di Cortemaggiore non poteva affatto sopperire. Ma i rapporti con le compagnie statunitensi, che di fatto detenevano un monopolio di fornitura sull'Europa occidentale, si erano incrinati non molto tempo addietro ed erano divenuti tesi per via della recente legge petrolifera, perciò il prodotto importato costava caro e non sempre era di buona qualità (richiedendo quindi una maggiore e più costosa lavorazione).
Mattei, che non amava sottostare a limiti imposti e dunque non se ne imponeva egli medesimo, studiò a fondo i comportamenti commerciali delle principali compagnie del settore e decise che in fondo non gli mancava nulla per gettarsi nella competizione sul mercato dell'approvvigionamento. Egli cercò quindi di far entrare l'Agip nel "Consorzio per l'Iran", il cartello delle sette principali compagnie petrolifere del tempo, creato per far tornare sui mercati il petrolio iraniano dopo la conclusione della Crisi di Abadan e la deposizione di Mohammad Mossadeq. Entrando nel "Consorzio per l'Iran" l'Agip avrebbe ottenuto quell'accesso diretto alla materia prima che le mancava, ma la richiesta di Mattei fu respinta. Se le concorrenti si erano riunite in un cartello, che Mattei battezzò delle "sette sorelle", l'Eni poteva ben muoversi da indipendente, cercando nuovi accordi e nuove alleanze commerciali per svincolare l'Italia dal ricatto commerciale straniero. Mattei cercò allora il rapporto diretto con lo Scià di Persia e la NIOC ottenendo una concessione a condizioni particolarmente favorevoli per l'Iran, ma attirandosi in tal modo l'inimicizia del cartello delle sette sorelle. Su iniziativa di Mattei e dello Scià nacque nel 1957 la Sirip (Società Irano-Italienne des Pétroles), società partecipata al 50% da Eni e NIOC che riconosceva il 50% delle royalties allo Stato iraniano e il restante 50% diviso equamente tra l’Eni e l’ente nazionale petrolifero iraniano, rompendo pertanto il monopolio del cartello.
Altre porte trovò pregiudizialmente sbarrate, sinché ebbe notizia di essere oggetto di una campagna di discredito ordita a sua insaputa da parte delle "sette sorelle" e decise di ponderare meglio e più accuratamente la sua azione.
Elenco delle sette sorelle al tempo di Mattei:
1. Standard Oil of New Jersey, successivamente trasformatasi in Esso (poi Exxon negli USA) e in seguito fusa con la Mobil per diventare ExxonMobil;
2. Royal Dutch Shell, successivamente Shell, all'epoca anglo-olandese;
3. Anglo-Persian Oil Company, successivamente trasformatasi in British Petroleum (BP);
4. Standard Oil of New York, successivamente trasformatasi in Mobil e in seguito fusa con la Exxon per diventare ExxonMobil;
5. Texaco, successivamente fusa con la Chevron per diventare ChevronTexaco;
6. Standard Oil of California (Socal), successivamente trasformatasi in Chevron, ora ChevronTexaco;
7. Gulf Oil, in buona parte confluita nella Chevron.

### Spia della riserva
(Enrico Mattei a Vittorio Valletta)
Il fabbisogno petrolifero cresceva man mano che crescevano le industrie, e in Italia l'Agip non trovava altri giacimenti. Un'azione di approvvigionamento diretto diveniva ogni momento più necessaria, ma visti i casi precedenti, occorreva far sì che non si ripetessero gli errori di ingenuità e che in qualche modo l'ENI fosse anche "lo" Stato (avesse cioè un rango capace di mettere fuori gioco le battutistiche definizioni che lo dipingevano come un "petroliere senza petrolio"), e anche "uno" Stato (fosse cioè autonomo e non legato alle decisioni governative o al supporto logistico-tecnico statale).
Il primo accorgimento fu quello di farsi accompagnare dal beneplacito dell'opinione pubblica, cui avrebbe poi raccontato il memorabile paragone del gattino:
(Enrico Mattei, 23 marzo 1961)
La storiella suscitò una simpatia per l'uomo, un risveglio di orgoglio nazionale e un principio di antiamericanismo che gli garantirono un appoggio in patria dinanzi al quale sarebbe stato difficile negare l'appoggio governativo alle sue iniziative.
La seconda mossa fu la fondazione di un quotidiano, Il Giorno, cui delegare l'immagine e la comunicazione del gruppo. A questo si affiancarono nel tempo anche due agenzie di stampa. Se la politica aveva i suoi megafoni, anche Mattei li aveva. E a fianco all'informazione, allestì una struttura diplomatica impressionante, con l'apertura di numerosissimi uffici di rappresentanza (e uffici stampa) che operavano come consolati dell'azienda italiana e i cui titolari erano rispettati come ambasciatori; questi preziosi inviati operavano quindi anch'essi nell'informazione, a tutt'altro livello. Si è detto che l'ENI si fosse dotata anche di una rete di informatori le cui attività sarebbero state più prossime a quelle delle spie che non ai compiti classici degli advisor; si è pure avanzata l'ipotesi che i servizi segreti italiani avessero garantito importanti forme di collaborazione; sta di fatto che se ciò fosse accaduto -e non se ne ha prova- si sarebbe trattato di un ulteriore adeguamento dell'azienda italiana alle consuetudini delle sette sorelle, delle quali è provato da esse stesse (che produssero documentazione spionistica anche al governo italiano) che abbiano avuto importanti attività di intelligence.
Il terzo passo fu un'accurata selezione dei paesi interlocutori, stavolta scelti fra quelli più poveri, coi quali avrebbe potuto giocare la carta della comunanza di difficoltà economica e della franchezza di rapporti. Rispetto alle nazionalità delle "sette sorelle", inoltre, l'ENI rappresentava un paese non colonialista (o almeno non noto come tale) e la duttilità di Mattei in trattativa, insieme all'esperienza maturata ai tempi in cui era rappresentante (come ebbe a raccontare egli stesso), gli consentiva di presentarsi con produttiva apertura negli stati del Medio Oriente cui offriva una prospettiva di rilancio e royalty (e condizioni giuridiche circa la proprietà dei suoli e dell'estratto) assai più interessanti di quelle delle "sette sorelle". Questa favorevole apertura, del resto, corrispondeva a un suo radicato ideale di "capitalismo etico", sviluppato negli anni di Milano, dei salotti della Cattolica, per il quale interpretava il suo ruolo come doverosamente soggetto a un incontestabile principio di equità sostanziale.

### Apertura al nucleare
Comprendendo l'importanza sempre crescente dell'approvvigionamento energetico per lo sviluppo economico nazionale, a partire dal 1957 Mattei, parallelamente all'impegno per le risorse petrolifere, iniziò a considerare lo sviluppo dell'ENI verso l'energia nucleare. Intanto nel 1961 l'Università degli studi di Bari, su proposta del preside della facoltà Edoardo Orabona, gli conferì la laurea honoris causa in Ingegneria Civile.
Mattei individuò nello sviluppo delle moderne fonti di energia, la ricerca e l’innovazione in materia il cuore della collaborazione tra l'Eni e il resto dei protagonisti dell'economia mista italiana. Con capitale misto ENI (75%) e IRI (25%) venne costituita la SIMEA, con a capo Gino Levi Martinoli, mentre Mattei diveniva presidente dell'AGIP Nucleare e iniziarono i lavori per la costruzione della centrale nucleare di Latina. La nuova società acquistò il 31 agosto 1958 dagli inglesi della NPPC (Nuclear Power Plant Co.) un reattore nucleare a grafite e uranio naturale, che era teoricamente reperibile ovunque a differenza dell'uranio arricchito che era necessario importare dagli USA, e in soli quattro anni venne costruita e completata la centrale; il primo test completo di reazione nucleare nella centrale avvenne il 27 dicembre 1962, due mesi dopo la morte di Mattei. Con una potenza di 210 MW costituiva a quel tempo la più grossa centrale nucleare europea e poneva l'Italia terza nel mondo, dietro a USA e Inghilterra.
Sempre nell'ottica di garantirsi un'indipendenza delle fonti energetiche Mattei prese anche l'iniziativa di creare entro l'ENI una società di prospezioni e ricerche minerarie - la SoMiREN (Società Minerali Radioattivi Energia Nucleare) - allo scopo di potersi garantire una fornitura direttamente controllata di uranio da giacimenti esistenti sul territorio italiano o estero. La nuova società trovò in Italia il giacimento di Novazza e altre minori mineralizzazioni uranifere in Val Maira.

### Influenza sulla politica

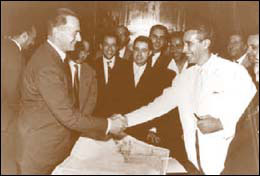
Mattei e Abderahim Bouabid, ministro dell'Economia del Marocco, firmano l'accordo petrolifero del 1958

Attraverso Il Giorno, Mattei preparò il terreno all'avventura trans-mediterranea, insinuandovi gradatamente sempre più ampi e decisi cenni all'apertura verso i paesi africani e del Medio Oriente, coi quali solidarizzava per l'eventuale passato coloniale e ai quali apriva una porta (senza precedenti) per rapporti paritari, riconoscendo loro rango e dignità di stati "veri", non più di entità di seconda categoria.
Riuscì a coinvolgere in queste sue aperture molti dei famosi democristiani della Cattolica, e attraverso questi ne raggiunse anche di altre correnti e provenienze, democraticamente tutti ponendoli in imbarazzo nei confronti dell'alleato statunitense. Amintore Fanfani dovette inventarsi il termine di "neoatlantismo" per rivestire di una qualche accettabile coloritura filosofico-politica quello che di fatto era uno sganciamento netto, e di importante contrasto, con gli interessi delle sette sorelle.
Del resto, il governo "ordinario" della Repubblica si trovava spesso a dover in pratica rincorrere e spesso giustificare, non senza affanno per entrambe queste prestazioni, la condotta irruente e disorientante dell'ottimo cittadino, il quale non agiva in base a direttive politiche, ma le suscitava. Afferma in proposito Cacace: «la forza di Mattei si dilata sino al punto che diventa quasi impossibile per i governi in carica assumere iniziative di politica estera senza il suo consenso».
Iniziò infatti la fase delle "corse in taxi", come egli stesso ebbe a definirle: intervistato su alcuni finanziamenti dell'ENI al Movimento Sociale Italiano, essendo sorto il dubbio che un'impresa statale così importante fosse eventualmente caduta in mano a un filofascista, Mattei candidamente rispose che usava i partiti allo stesso modo di come usava i taxi, «salgo, pago la corsa, scendo». Del come li finanziasse non parlò, poiché avrebbe dovuto rivelare che occultando in bilancio i guadagni dell'ente (soprattutto quelli del metano), era riuscito a creare una quantità di "fondi neri" impressionanti. Con questi effettuava tutte le operazioni che non sarebbe stato possibile effettuare scopertamente, quindi in pratica corrompeva, comprava servizi d'ordinario non comperabili, sebbene la giustificazione addotta fosse che si trattava di un lobbismo contrapposto all'altrettanto oscuro lobbismo delle "sette sorelle", ma stavolta condotto nell'interesse del Paese e supportato dalla benedizione di personaggi di cristallina distanza da simili traffici come La Pira.
Si è detto, ma senza riscontri, che fu grazie ai fondi neri che fece approvare dal Parlamento una legge con la quale l'ENI diventava di fatto un organismo (di impervia definibilità) autorizzato a disporre delle concessioni in Italia e provvisto di carta bianca per le concessioni all'estero. Una legge davvero su misura per l'ENI, o più correttamente, per Mattei.
Con pazienza ricostruì i rapporti con la turbolenta Persia, ne allestì con l'ostica Libia, ex-colonia contro la quale l'Italia aveva anche combattuto guerre, stabilì un contatto importantissimo con l'Egitto, autorevole e pressoché unico interprete del mondo arabo, e trattò col Re di Giordania al modo in cui si tratta con un sovrano (rispetto, al tempo, non abituale da parte dei petrolieri anglosassoni). Fedele a un suo intimo convincimento che gli suggeriva di comprendere i problemi dell'interlocutore prima di contattarlo, si arrischiò non poco a ingerirsi nei rapporti fra l'Algeria e la Francia, che con fatica ancora la teneva per colonia. Altrettanto con la Tunisia, il Libano e il Marocco, Mattei si occupò, non richiesto, dei loro problemi interni e internazionali, arrivando per giunta a proporre una sorta di ente trans-nazionale che potesse pacificarli, rappresentarli nei loro rapporti col mondo occidentale e offrire loro protezioni commerciali. Si è detto che l'OPEC abbia poi tratto più di un'ispirazione da quelle proposte di Mattei.
Fu una vera campagna di attacco al "fronte mediterraneo", condotta con velocità e con la contemporanea presenza in più punti dell'area, a volte ai limiti dell'ubiquità, grazie alla modernissima e scintillante flotta di aerei ed elicotteri dell'Eni, superiore per mezzi e qualità degli stessi alla flotta governativa.
Fu con la Persia, con il giovane scià Mohammad Reza Pahlavi, occidentalizzato quanto bastava per aprire all'antichissimo impero le porte della comunicazione internazionale, che ebbe le prime concessioni. A paragone del lavoro diplomatico intessuto per ottenerle, la montagna aveva partorito un topolino, trattandosi di concessioni di scarsissimo valore tecnico e probabilmente la loro lavorazione sarebbe stata antieconomica. Però erano le prime concessioni che venivano assegnate a un ente non allineato con le sette sorelle e, più che rompere il ghiaccio, si era trattato di infrangere un tabù. A titolo di curiosità, si nota che nella cornucopia di offerte presentate al trono di Teheran, si potevano trovare anche non meglio definite "disponibilità" ad arrangiare un "matrimonio combinato" con (la forse ignara) Maria Gabriella di Savoia figlia del Re di Maggio Umberto II di Savoia, onde avvicendarne la triste e sterile Soraya che, crudeltà del business e della legge salica, era stata una delle più sincere sostenitrici a corte della causa di Mattei.
Lo stiracchiato accordo persiano, va detto, nasceva in un contesto assai caotico, con lo scià impegnato a difendere lo scettro contro movimenti rivoluzionari dei quali non si è smentito che ricevessero finanziamento (e forse armamento) da governi occidentali di paesi con compagnie petrolifere del cartello delle sette sorelle. Queste pragmaticamente trattavano con pari affezione i sostenitori dell'impero così come i rivoluzionari e gli altri oppositori, purché, par di poter concludere, comunque il petrolio persiano potesse finire in Gran Bretagna. La morte violenta di taluni dignitari e di alcuni funzionari tecnici persiani (alcuni addirittura strangolati con le mani) tendenzialmente favorevoli a un'apertura italiana, fu segnale alquanto esplicito della determinazione degli avversari e della loro capacità di infiltrazione. Del resto, pare ormai di comune accezione che solo grazie alla CIA sia stato possibile il colpo di Stato del 1953 (vedi operazione Ajax), che rovesciò il Primo Ministro Mohammad Mossadeq (che aveva nazionalizzato la compagnia petrolifera Anglo-Iranian Oil Company) e consentì allo scià di rientrare in patria e riassumere il comando. Ciò malgrado, pur dibattendosi fra problemi di miseria e sottosviluppo da un lato, e istanze teocratiche dall'altro (con la pressione del clero degli ayatollah), e avendo quindi sempre costante necessità di un appoggio fermo e potente come quello statunitense, lo spirito intimamente nazionalista di Pahlavi gli suggeriva di avvicinarsi all'outsider italiano, con il quale, si è da molti sospettato, avrebbe discusso a fondo di eventuali prospettive per alleggerirsi del peso del colonialismo economico occidentale.
Che Mattei abbia effettivamente affrontato di questi temi con lo scià non è provato, ma i fatti paiono proprio non escluderlo. Mattei, di suo, non smentì mai l'illazione, con questo confortando le operazioni che consolidavano il mistero sulla sua immagine di presunto occulto mediatore politico internazionale. Alcune posizioni dello scià sembravano coincidere con alcune visioni di Mattei, (auto) inviato, e oltre alla lotta al colonialismo economico, parrebbe che anche l'idea di fortificare nella regione uno Stato come la Persia, capace di frapporsi ai due blocchi (statunitense e sovietico) in reciproca avanzata, in posizione adatta a favorire un'eventuale aggregazione dei popoli arabi e musulmani, sia stata ben più che condivisa da Mattei.
La via del petrolio, in ogni caso, sebbene con modalità di imprevista complicazione, era stata aperta. Altri paesi avrebbero presto interpretato l'imperiale avallo come una preventiva autorevole validazione dell'interlocutore, e le concessioni si sarebbero presto sovrapposte alle concessioni.
Ministro degli esteri del suo proprio governo aziendale, in trasferta Mattei parlava di politica internazionale per procacciare petrolio all'Italia. In patria, invece, rintuzzava gli attacchi che gli venivano rivolti a titolo talvolta più vendicativo che non combattivo. Come per il sopra descritto progetto di costruzione della poi realizzata centrale nucleare di Borgo Sabotino, a poca distanza da Latina, cui l'ENI - ormai senza più vincoli di oggetto sociale né di compiti d'istituto - partecipava in cordata con altre imprese (ma fu l'unica criticata). Il risultato fu che, con notevole aggravio di costi e di dilazione nei programmi, i tempi del progetto nucleare vennero a diluirsi per effetto delle polemiche interne, secondo l'arte antica e mai in obsolescenza della curiale dialettica italiana, per poi scomparire a seguito della nazionalizzazione e conseguente nuova organizzazione di produzione e vendita dell'energia elettrica tramite l'Enel, la società di monopolio statale.
Ma l'ENI poteva a sua volta vendicarsi, ed è probabilmente con questa condizione d'animo che fu richiesta e ottenuta la rappresaglia. Essendo appunto titolare di un potere ancora poco dipendente da quello politico, Mattei chiese e ottenne la revisione della legge mineraria, per poter operare in Sicilia, dove ottenne concessioni e trovò altro petrolio. La Sicilia sarebbe stata un'importantissima vittoria interna, che Mattei avrebbe sfruttato con toni da alcuni definiti populistici, al fine di imporre la sua visione eticizzante della missione delle imprese di Stato. Proprio in Sicilia avrebbe poi tenuto un famoso comizio (ché tale era divenuto, in luogo del previsto discorso di inaugurazione) il giorno stesso della sua morte, discorso-comizio che giustamente Rosi ha ricostruito con ampiezza nel suo film, correttamente riportandone i toni - ormai consueti - di romantico riscatto dalla miseria, dall'emigrazione, dall'umiliazione straniera.
Ribaltando invece le non meno vibranti polemiche sui rapporti che l'ENI intratteneva con la Libia sotto la copertura di una società minore, obbligando il governo italiano a patteggiamenti di varia natura con il suo omologo locale, ottenne una potenzialmente importante concessione nei deserti di quello Stato che pareva giustificare ipso facto il macchiavello adottato, lasciando senza argomenti i detrattori (e senza concessione le "sette sorelle").
La capacità di brandeggio della politica italiana fece di Mattei un vero governante nell'ombra e ci si domanda, senza potersi dare agevole responso, quale sia stata e come sia inquadrabile l'effettiva situazione di potere in quel frangente, quando il responsabile di un'azienda di Stato (e per questo - sebbene sui generis - una sorta di dipendente statale, della cui onestà di fondo, peraltro, non si è mai dubitato) comandava sulla parte politica dello Stato (che controllava con ogni mezzo, anche con quelli meno ortodossi) decidendo per essa gli indirizzi nazionali.

### L'incidente aereo e la morte

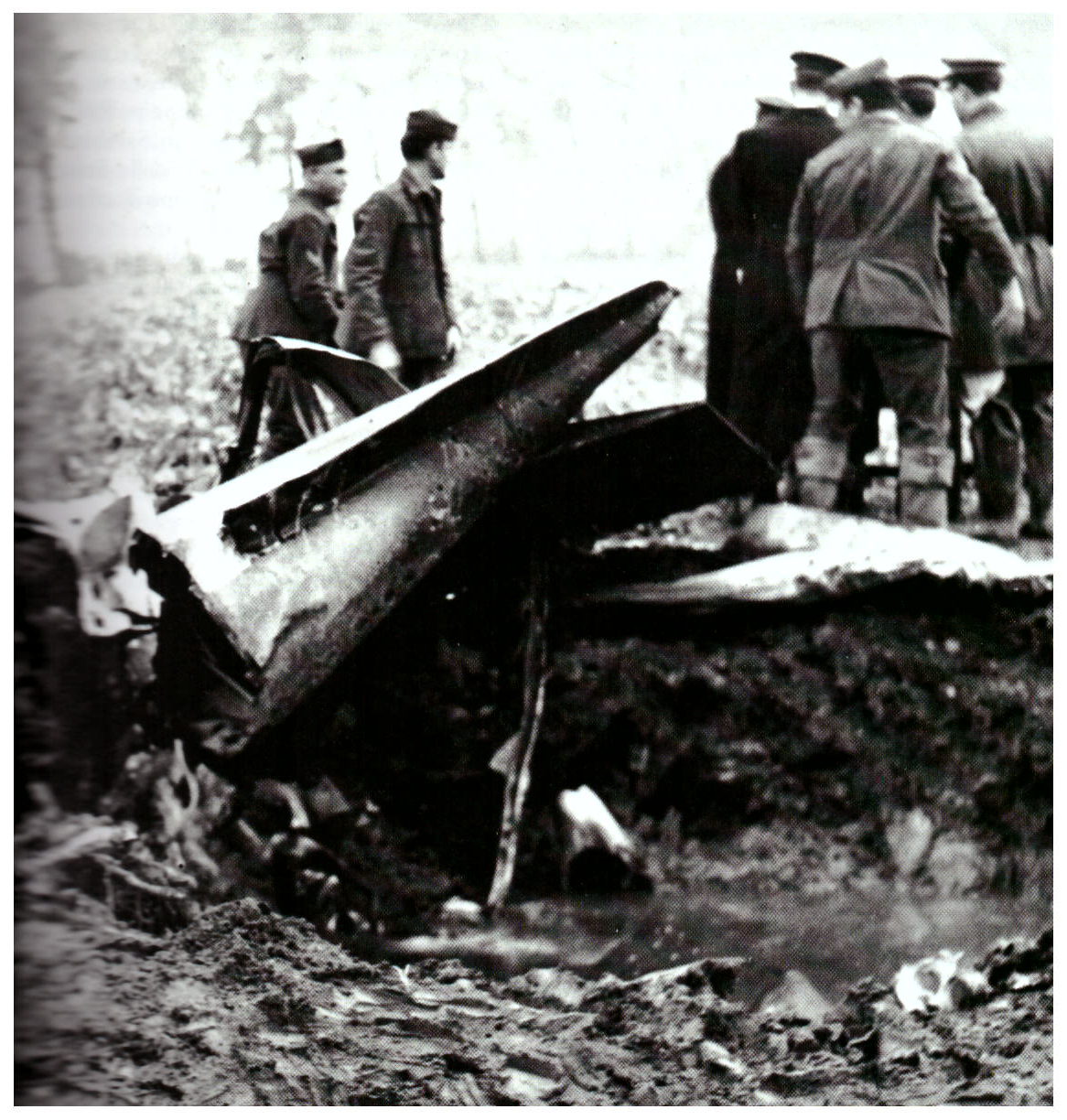
I resti del bimotore su cui viaggiava Enrico Mattei

Mattei morì violentemente la sera del 27 ottobre 1962, quando il Morane-Saulnier MS.760 Paris I-SNAP, con cui stava tornando a Milano da Catania, precipitò nelle campagne di Bascapè mentre era in fase di avvicinamento all'aeroporto di Linate. Assieme a lui morirono il pilota Irnerio Bertuzzi e il giornalista statunitense William McHale della testata Time–Life, incaricato di scrivere un articolo su di lui.

## L'auto di Mattei
Quando morì, Mattei possedeva una Alfa Romeo Giulietta di colore azzurro nube, immatricolata nel 1956 targata MI315093 che veniva guidata dallo stesso Mattei o dall'autista Antonio Freddi.
Il 24 aprile 2024 l'autovettura è stata esposta in Piazza Colonna, di fronte a Palazzo Chigi, a Roma, in occasione della riunione per la realizzazione del Piano Mattei.

## Inchieste giudiziarie sulla morte

### Inchiesta del 1962-1966

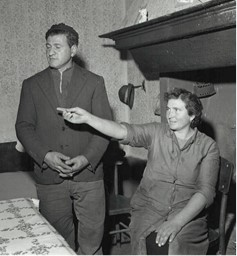
I coniugi Ronchi nell'intervista televisiva effettuata la sera del 27 ottobre e andata in onda nel TG del 28 ottobre 1962

L'inchiesta giudiziaria, subito aperta sulla sciagura di Bascapè, si concluse il 31 marzo 1966: una sentenza del giudice pavese Antonio Borghese dichiarava di «non doversi procedere in ordine ai reati rubricati ad opera di ignoti, perché i fatti relativi non sussistono». Il pronunciamento della magistratura non convinse una parte dell'opinione pubblica italiana, tant'è vero che sul "caso Mattei" si sviluppò per decenni un vivace dibattito mediatico, alimentato da molteplici pubblicazioni e dall'omonimo film del regista Francesco Rosi, uscito nelle sale cinematografiche nel corso del 1972.
La natura dolosa dell'evento si sarebbe potuta dedurre, oltre che dalle numerose testimonianze oculari, anche dalla particolare disposizione sul terreno dei rottami dell'aereo e dei resti degli sfortunati passeggeri. Se il grosso degli stessi si era depositato a ventaglio dopo il punto di impatto del velivolo col suolo, secondo le leggi della fisica, la particolare ubicazione di alcuni frammenti metallici e di tessuti umani postulava una deflagrazione in cielo. Tale scenario fu chiaramente prospettato dalla signora Rita Maroni («Ho sentito un boato e una botta e ho visto il fuoco») e dall'agricoltore Mario Ronchi («il cielo era rosso, bruciava come un grande falò, e le fiammelle scendevano tutte intorno... Un aeroplano si era incendiato e i pezzi stavano cadendo sul prato, sotto l'acqua») nelle interviste rilasciate ai giornalisti la sera stessa dell'incidente e uscite il 28 ottobre sul Telegiornale e nella seconda pagina del Corriere della Sera. 
Questi e altri dati furono platealmente ignorati dalla Commissione d'inchiesta dell'Aeronautica militare italiana, nominata dal ministro della difesa Giulio Andreotti la notte stessa dell'incidente su designazione del generale Felice Santini, uomo di fiducia dei servizi segreti americani. Il suo presidente, generale Ercole Savi, uno dei progenitori di Gladio, si precipitò a Bascapè la mattina del 28 ottobre e condusse i lavori nella massima riservatezza e con scarso rispetto della normativa vigente in materia. Nella relazione finale, licenziata nel marzo del 1963, la Commissione ministeriale prospettò come probabili cause dell'incidente aviatorio un'avaria tecnica o un errore del pilota, spiegazioni recepite poi acriticamente dai due periti nominati dal Tribunale di Pavia. Nella sua requisitoria, licenziata il 7 febbraio 1966, il pubblico ministero Edoardo Santachiara aggiunse anche l'ipotesi di un eccessivo affaticamento fisico del pilota o addirittura di un gesto insano indotto da delusioni amorose connesse a una relazione extraconiugale con una hostess dell'Alitalia.

### Inchiesta del 1994-2004
A mantenere in vita i dubbi sulla verità confezionata dai giudici pavesi contribuirono, nei decenni successivi al 1962, le esternazioni di autorevoli rappresentanti delle Istituzioni come il ministro Oronzo Reale, il capo del SISMI amm. Fulvio Martini e il leader democristiano Amintore Fanfani, presidente del Consiglio nell'ottobre del 1962. In un convegno di ex partigiani bianchi, tenuto a Salsomaggiore nel 1986, quest'ultimo parlò espressamente di «abbattimento dell'aereo» di Mattei, raffigurandolo come «il primo gesto terroristico del nostro Paese» e il «primo atto della piaga» della violenza politica, poi esplosa su larga scala negli anni successivi.
A far riaprire le indagini sulla morte di Mattei furono però le rivelazioni di alcuni collaboratori di giustizia. A partire dal 1993-1994 Gaetano Jannì, Tommaso Buscetta, Italia Amato e altri sostennero che Mattei era stato ucciso dalla mafia siciliana desiderosa di rendere un favore alla consorella americana e alle Sette sorelle del cartello petrolifero. In Sicilia il compito di eliminare Mattei se l'era assunto Giuseppe Di Cristina, elemento di spicco della cosca mafiosa di Riesi, legato al futuro senatore Graziano Verzotto, rappresentante dell'Eni nell'isola. Nel corso di un'inchiesta, aperta nel 1994 e chiusa nel 2003, il sostituto procuratore Vincenzo Calia ha incriminato per favoreggiamento personale aggravato Mario Ronchi, che qualche giorno dopo il 27 ottobre 1962 aveva cambiato la sua versione dei fatti collocando l'incendio dell'aereo dopo l'impatto col suolo, venendone ripagato con l'incarico di custode del sacrario eretto in onore di Mattei e l'assunzione della figlia in una ditta legata a Eugenio Cefis. Nella requisitoria licenziata il 20 marzo 2003 e basata, tra l'altro, sull'acquisizione di nuove testimonianze oculari, sulla perizia tecnica di due ingegneri aeronautici e sulla consulenza medico-legale di un luminare dell'università, il p.m. Vincenzo Calia ha dimostrato che ad abbattere l'aereo di Mattei era stata una piccola carica di esplosivo piazzata da ignoti dietro al cruscotto mentre il velivolo era parcheggiato nell'aeroporto catanese di Fontanarossa. L'innesco sarebbe stato azionato dal sistema di apertura dei carrelli attivato nel momento in cui il piccolo jet iniziò la fase di atterraggio verso la pista di Linate. L'esecuzione dell'attentato sarebbe stata «pianificata quando fu certo che Enrico Mattei non avrebbe lasciato spontaneamente la presidenza dell'ente petrolifero di Stato». Anche se non condivisa dal giudice Fabio Lambertucci, che nella sentenza emessa il 17 marzo 2004 archiviò il procedimento aperto dieci anni prima per il «carattere ignoto degli autori del fatto» e perché «non era stata fornita una prova sufficiente che il fatto delittuoso» fosse «stato commesso», la ricostruzione del dr. Calia appare pienamente convincente sotto il profilo storiografico. Essa è stata condivisa dai giudici della terza sezione della Corte d'Assise di Palermo, che nelle motivazioni della sentenza emessa il 10 giugno 2011, al termine della terza inchiesta condotta sul sequestro del redattore palermitano Mauro De Mauro, l'hanno considerata suffragata «da un compendio davvero imponente di prove testimoniali, documentali e tecnico-scientifiche». Costoro hanno indicato nella «causale Mattei», cioè nella necessità di tenere occultati determinati retroscena della morte del manager pubblico, il movente della soppressione del giornalista. Al complotto contro il presidente dell'Eni avrebbero partecipato, «su input di una parte del mondo politico», sia Cosa Nostra isolana sia Graziano Verzotto, il politico di origini padovane sottratto a una probabile incriminazione dalla morte, avvenuta nel maggio del 2010. La sentenza 10 giugno 2011 è stata confermata nei due successivi gradi di giudizio e solo la ricostruzione storica che l'accompagnava è stata ridimensionata da certa a «verosimile» o «altamente probabile» dalla Corte d'Assise d'Appello di Palermo (27 gennaio 2014) e da certa a «verosimile» dalla Corte di Cassazione (4 giugno 2015). Nel 2017 Vincenzo Calia ha pubblicato i dati più significativi della propria inchiesta in un libro intitolato Il caso Mattei, di fondamentale importanza per la ricerca storica..

## Le speculazioni sull'omicidio

### Le ipotesi

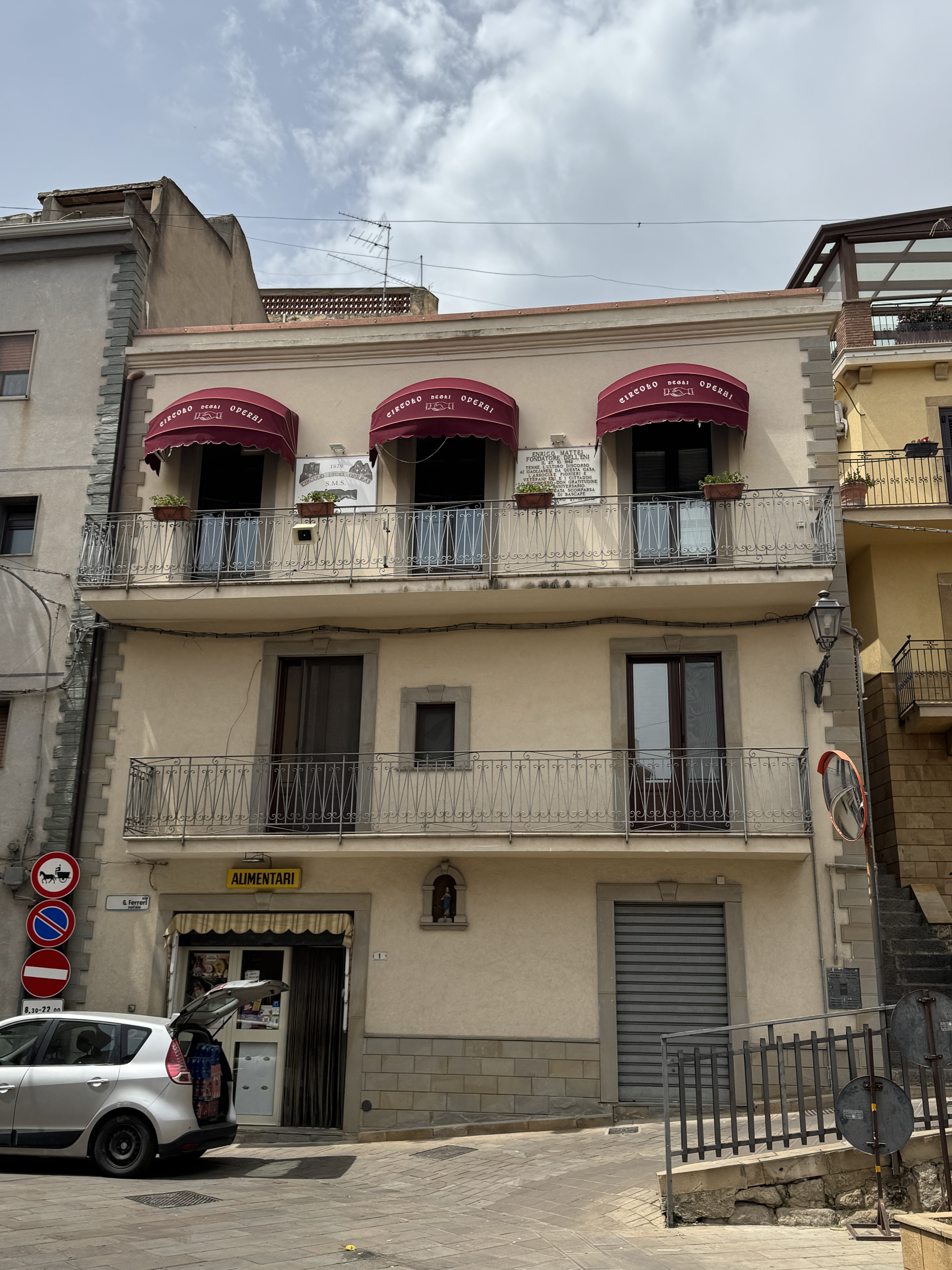
Balcone dell'ultimo discorso di Enrico Mattei a Gagliano Castelferrato

Nel libro-inchiesta "L'assassinio di Enrico Mattei" (che ispirò la sceneggiatura del film Il caso Mattei di Francesco Rosi), pubblicato nel 1970 da Fulvio Bellini e Alessandro Previdi, giornalisti del periodico "Secolo XX" diretto dal senatore missino Giorgio Pisanò, si avanzava l'ipotesi del sabotaggio dell'aereo ad opera di un individuo in divisa da carabiniere presentatosi come "capitano Grillo" che fu notato insieme a due persone in tuta da meccanici intorno al velivolo sulla pista di Fontanarossa prima della sua partenza.
Nel 1971, Thyraud De Vosjoli, sedicente ex agente dello SDECE (i servizi segreti francesi), pubblicò negli Stati Uniti un libro di memorie intitolato Lamia, l'anti-barbouze, in cui raccontava che il sabotaggio dell'aereo di Mattei sarebbe avvenuto ad opera di un agente corso dello SDECE che si faceva chiamare Laurent, il quale si trasferì in Sicilia e si fece assumere all'aeroporto di Fontanarossa, dove poté portare a termine il suo compito più facilmente per conto del servizio.
Secondo il libro-inchiesta "Delitto al potere" scritto dal giornalista Riccardo De Sanctis e pubblicato dalla casa editrice di sinistra Samonà e Savelli nel 1972, Mattei sarebbe stato ucciso per impedirgli di portare a termine il progetto di un colpo di Stato in Libia, che era in preparazione proprio in quei giorni.
Lo studioso Michele Pantaleone, in diverse interviste e pubblicazioni, affermò di aver saputo da alcune fonti che non volle rivelare che, nei giorni in cui vi fu la caduta dell'aereo di Mattei, il boss italo-americano Carlos Marcello si trovava in gran segreto a Catania per conto di alcune compagnie petrolifere statunitensi.
Nel 1990 l'allora Presidente del Consiglio Giulio Andreotti rese pubblici gli elenchi con i nominativi dei 622 aderenti all'organizzazione Gladio (struttura paramilitare segreta nata per contrastare una possibile invasione dell'Unione Sovietica), in cui figuravano anche una delle guardie del corpo di Mattei, Giulio Pauer, e i fratelli Lucio e Camillo Grillo, che la stampa dell'epoca ricollegò subito al fantomatico "capitano Grillo" citato nel libro di Bellini e Previdi. Alle ipotesi giornalistiche di un possibile coinvolgimento di Gladio nell'omicidio Mattei rispose Francesco Gironda, ex responsabile del settore guerra psicologica della struttura segreta e poi portavoce dell'associazione degli ex aderenti alla medesima struttura, il quale dichiarò ai giornalisti che Gladio non poteva essere coinvolta in quanto Mattei fu uno dei primi reclutatori della struttura segreta e quindi era perfettamente normale la circostanza che uno degli aderenti fosse tra le sue guardie del corpo.

### I possibili moventi politici
Ne Il delitto Mattei, uscito nel 2019, lo storico padovano Egidio Ceccato ha presentato il presidente dell'Eni come vittima delle asprezze politiche della Guerra Fredda prima ancora che dell'ostilità delle multinazionali del petrolio. Queste ultime non avevano certo perso occasione per mettere in cattiva luce il geniale manager italiano presso le diplomazie dei rispettivi paesi, ma a far precipitare la situazione era stata la decisione dell'Eni di riconoscere ai Paesi produttori di petrolio del Nord Africa e del Vicino Oriente il 75 % anziché il 50 % delle royalty. Oltre a intaccare i profitti delle Sette sorelle, l'iniziativa configurava una politica estera italiana conflittuale col Paese guida dell'Occidente e cogli stessi equilibri determinati dalla seconda guerra mondiale. Nei progetti dell'imprenditore l'Italia, povera di materie prime e privata delle colonie, avrebbe dovuto ricostituire una propria zona d'influenza nel bacino del Mediterraneo, cioè in un'area che Usa, Gran Bretagna e Francia consideravano di loro esclusiva pertinenza. Di più, a partire dal 1958, Mattei aveva proceduto all'acquisto di ingenti quantitativi di petrolio sovietico, offrendo il fianco ad accuse di violazione della solidarietà atlantica e di filocomunismo. Il Dipartimento di Stato USA aveva reagito bollando la politica energetica dell'Eni come neutralista, terzomondista e incubatrice di sentimenti anticoloniali e anti occidentali. Una volta andate a vuoto le pressioni esercitate in ambito Nato o tramite esponenti del clero e dell'associazionismo partigiano cattolico - desumibili sia da una deposizione di Rino Pachetti (25 giugno 1963), sia da una recente pubblicazione di un nipote del leader democristiano Mariano Rumor – fu deciso il ricorso alla forza. Paradossalmente proprio il nuovo clima della "coesistenza pacifica", indotto dall'impossibilità di una confrontation militare, che le armi atomiche avrebbero reso rovinosa per ambedue i blocchi che si contendevano l'egemonia mondiale, spinse ciascuna delle due superpotenze ad acuire, all'interno della propria sfera d'influenza, l'intransigenza in materia di fedeltà ideologica e di appartenenze politiche. A far precipitare la situazione concorsero, da ultimo, l'appoggio accordato da Mattei a un progetto di loose federation (lega) fra alcuni paesi arabi del Nord Africa, un suo ipotizzato incontro con esponenti libici interessati a detronizzare re Idris e a concedere all'Eni i diritti di ricerca petrolifera detenuti da società americane, e un meeting coi governanti algerini in calendario per i primi di novembre. Quest'ultimo era visto con particolare preoccupazione dalla Francia, che con gli Accordi di Évian (18 marzo 1962) riteneva di essersi assicurata l'esclusiva degli idrocarburi algerini. L'occasione propizia per sciogliere il nodo Mattei con modalità simili a quelle dell'Operazione Mangusta pianificata contro il leader cubano Fidel Castro – una delle poche covert operation di cui la CIA ha riconosciuto la paternità - si presentò sul finire dell'ottobre 1962, quando l'acutizzarsi della crisi missilistica di Cuba polarizzò sui Caraibi l'attenzione dei media e dell'opinione pubblica mondiale. La prospettiva di una guerra nucleare rese in quel momento intollerabile qualsiasi forma di dissenso o anche di semplice distinguo da parte di un Paese della NATO, come l'Italia, che occupava una posizione strategica in mezzo al Mediterraneo. Anche se le autorità statunitensi non hanno mai ammesso proprie responsabilità, l'ipotesi di un'operazione segreta impostata dai servizi segreti americani tramite società ombra e appaltata alla mafia di ambedue le sponde dell'oceano appare estremamente plausibile. L'omertà di Cosa Nostra era già allora proverbiale e, in caso di contrattempi, l'indignazione universale si sarebbe indirizzata verso la malavita organizzata e le multinazionali del petrolio. Poiché nessun collaboratore di giustizia è stato in grado di rivelare autori e modalità del sabotaggio, a piazzare la bomba sull'aereo dovrebbe essere stato un agente segreto del Paese che aveva costruito il velivolo (la Francia), come nell'ipotesi configurata dall'ex 007 francese Thyraud de Vosjoli in un libro pubblicato nel 1970. Anch'essa si prestava ad attizzare i sospetti sull'OAS, in realtà del tutto fuori gioco, perché in avanzata fase di smobilitazione.

### Il ruolo delle autorità italiane

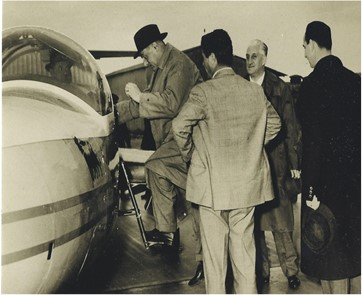
Enrico Mattei (sulla scaletta dell'aereo) col pilota Irnerio Bertuzzi (di spalle) e Graziano Verzotto (a destra, col cappello in mano) nell'aprile del 1960. Una scena simile dovrebbe essersi ripresentata all'aeroporto di Catania alle ore 17:55 del 27 ottobre 1962.

Come terreno d'azione fu prescelta la Sicilia perché nell'isola Mattei si era inimicato sia i collaboratori che avevano speculato sui terreni del petrolchimico di Gela, allora in fase di completamento, sia i mafiosi che avevano messo gli occhi sull'indotto dell'ANIC. Fra questi Giuseppe Di Cristina, amico di Stefano Bontate e di Giuseppe Calderone, il boss della città (Catania) prescelta per il sabotaggio. Sarebbe stato Di Cristina a chiedere a Graziano Verzotto, compare d'anello al suo matrimonio (settembre 1960), di attirare Mattei nella trappola isolana, per restituire il favore a una famiglia che l'aveva appoggiato in occasione delle elezioni politiche del 1958 e della nomina a segretario regionale della DC siciliana (primavera 1962). In barba alle innumerevoli «menzogne, reticenze e rimaneggiamenti delle dichiarazioni», elargite ai magistrati nel corso di quarant'anni (1971-2010), una mole considerevole di indizi e riscontri autorizza gli storici ad attribuire a Graziano Verzotto le seguenti operazioni:
1. a) il richiamo di Mattei in Sicilia a soli otto giorni di distanza dal viaggio precedente con una motivazione – quella di rassicurare la popolazione di Gagliano Castelferrato in fermento – palesemente infondata;
2. b) lo spostamento del jet dell'Eni dalla pista di Gela, sulla quale era atterrato il mattino del 26 ottobre, all'aeroporto Fontanarossa di Catania, dove era stato predisposto il sabotaggio, con la scusa di una maggiore sicurezza;
3. c) il tallonamento del pilota Irnerio Bertuzzi per tutta la giornata del 27 ottobre per conoscere l'esatto orario di ripartenza dell'aereo per Milano onde evitare che la bomba scoppiasse durante un volo all'interno dell'isola, in assenza della vittima designata[84].

Al corrente del sabotaggio, Verzotto chiese e ottenne da Mattei di essere esonerato dall'accompagnarlo, il 27 ottobre, prima nella visita a Gagliano Castelferrato e poi durante il volo di rientro a Milano, privilegio per chiunque. All'ultimo momento dissuase dall'imbarcarsi anche il presidente della regione Sicilia Giuseppe D'Angelo, perché la sua scomparsa avrebbe riaperto i giochi politici nell'isola e rimesso in discussione la sua segreteria politica regionale. È probabile che al complotto abbiano dato un apporto anche alcuni dirigenti dell'Eni come Eugenio Cefis, già dimessosi da tutte le cariche ricoperte per dissensi di natura politica, e il suo proconsole in Sicilia Vito Guarrasi, da poco privato da Mattei di un incarico di consulenza.
Negli ultimi tempi il padre-padrone dell'Eni si era inimicato anche molti esponenti della destra politica ed economica italiana per le sue aperture commerciali all'URSS e perché di ostacolo a una transizione ordinata dalla formula politica centrista a un centro-sinistra con limitate velleità riformiste. Da ultimo fu abbandonato dagli stessi governanti italiani, oggetto delle pressioni diplomatiche statunitensi, che gli tolsero la copertura dei servizi segreti e allentarono i servizi di vigilanza pubblici e privati con la scusa della fine della guerra d'Algeria.
La vedova Margherita Paulas si risposa con il generale d'aviazione Giuseppe Casero, membro della prima commissione d'inchiesta sul "caso Mattei", membro della Loggia P2 e implicato nel golpe Borghese.

### L'apposizione del segreto di Stato
In quanto segreto di Stato, dopo il 1962 i retroscena di Bascapè furono oggetto di una rigida tutela istituzionale. Tuttavia, in un libro pubblicato nel 1996, il politologo Giorgio Galli poteva anche affermare con cognizione di causa che, nei tre decenni precedenti, «mezza Italia» aveva ricattato «l'altra metà con ciò che sapeva della morte di Mattei». Chi non si atteneva alla consegna del silenzio divenne oggetto di intimidazioni, minacce e persino di violenze fisiche. Qualche osservatore ha ricondotto all'esigenza di precludere rivelazioni sul caso Mattei la morte violenta di personaggi come il col. Renzo Rocca, il pilota Marino Loretti, il magistrato Pietro Scaglione, il commissario di polizia Boris Giuliano, ecc. Secondo lo storico Ceccato questo fu sicuramente il movente della soppressione del giornalista palermitano Mauro De Mauro (16 settembre 1970) e del tentato sequestro di Graziano Verzotto, avvenuto a Siracusa il 1 febbraio 1975. Il primo fu eliminato dai boss mafiosi già coinvolti nel delitto Mattei e il secondo sfuggì fortunosamente all'agguato tesogli dal fascista romano Berardino Andreola, un confidente dell'Arma dei Carabinieri già coinvolto nella morte dell'editore Giangiacomo Feltrinelli sotto il tristemente noto traliccio di Segrate. Costretto a dimettersi dalla presidenza dell'Ente Minerario Siciliano dopo che l'avv. Giorgio Ambrosoli aveva scoperto gli interessi in nero da lui percepiti nelle banche ex Sindona, il politico padovano aveva rivelato a un giornalista l'intenzione di stendere le sue memorie.

## Aspetti controversi
Nelle vesti di "padre-padrone" dell'Eni e di leader della corrente democristiana di "Base", Enrico Mattei rappresentava, all'inizio degli anni '60, l'uomo più influente d'Italia e il titolare di un potere sottratto di fatto al controllo politico. Tramite le inserzioni pubblicitarie condizionava buona parte della stampa italiana e coi profitti del metano comprava il favore dei parlamentari, anche se nessuno ha mai messo in discussione la sua personale onestà. Prima di diventare il massimo rappresentante della resistenza cattolica e, dopo la guerra, un esponente di rilievo della sinistra democristiana, aveva aderito al fascismo. Nel 2007 è stata ritrovata la tessera dell'adesione al partito fascista, avvenuta nel 1922. In merito alla supposta sua condivisione del fascismo, Indro Montanelli (che ne fu critico severo) affermò che «l'ambizione di questo self-made man lo portava senza scampo a compromissioni con il regime al potere».

## Teorie del complotto
Lester Simpson, capo della CIA a Roma,  in un rapporto dell’11 agosto 1955, avanzò la tesi che Mattei fosse un fascista e che si fosse rifatto l’immagine comprando per cinque milioni di lire il titolo di partigiano dai democristiani, e che proprio in queste sue supposte origini politiche fosse da ricercare la ragione per cui si oppose agli interessi statunitensi in Italia.

## Confronti con Adriano Olivetti

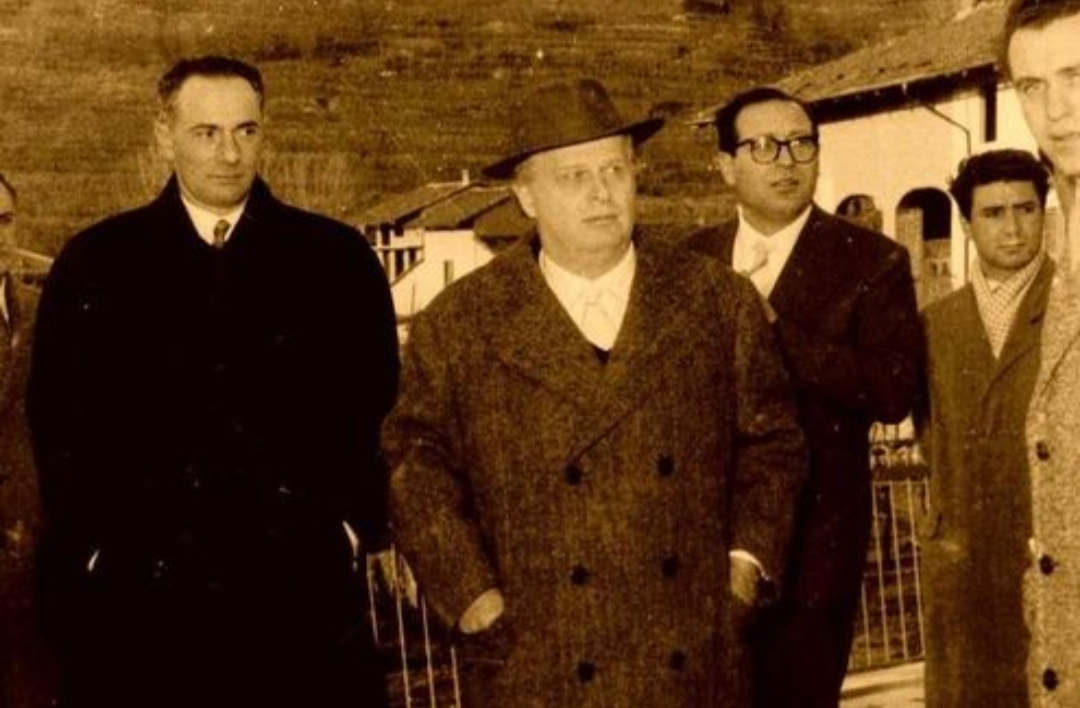
Mattei, Olivetti, Pampaloni visitano le "Ediz. di Comunità", 1952

Adriano Olivetti fu un contemporaneo anch'egli accomunato da grandi disegni sul presente e futuro e purtroppo dal destino di una repentina morte. I due personaggi si conoscevano.
Ci si trova troppo spesso, a posteriori, a rimpiangere le enormi occasioni perdute a causa della resistenza al cambiamento del “sistema Paese”. L’intreccio di interessi tra politica, economia e finanza ha spesso giocato un ruolo chiave riuscendo non solo a emarginare ma  a far fallire i progetti industriali più innovativi, quelli che potevano ridisegnare l’economia e la società italiana.
Diversissimi per origini, carattere e formazione, Mattei e Olivetti erano accomunati, oltre alla volontà di creazione di posti di lavoro in termini di tutela e crescita culturale - (preoccupandosi pure per le ferie e la salute dei figli dei dipendenti) - anche dalla visione globale e internazionale sul futuro che li portava a vedere nella società un progresso e una crescita. Entrambi con un forte senso di impresa, sviluppo, frequentazioni di economisti, contatti con le università, attenzione e cura alle tecniche aziendali, sia direzionali sia strategiche. Con le eccellenze quali i calcolatori, l'elettronica, lo sviluppo dell'architettura industriale per l'Olivetti e riguardante Mattei: le ricerche in campo minerario, gas e gli edifici alberghieri.
Pier Paolo Pasolini oltre al giornalista dell'Ora De Mauro proverà a indagare sull'incidente col libro incompiuto "Petrolio" fermo al capitolo Lampi sull'Eni.

## Il memoriale a Bascapè
L'anno dopo l'incidente, nel 1963, l'architetto paesaggista Pietro Porcinai ricevette l'incarico di progettare un monumento commemorativo nel luogo esatto ove avvenne la sciagura aerea. Il memoriale si trova su un terreno pianeggiante in aperta campagna, fuori dal centro storico di Bascapè.
È stato costruito un ampio quadrato, leggermente rialzato, delimitato da blocchi di 30 cm. in pietra, con tre querce a ricordo dei tre deceduti. È stato piantato con rara sapienza agronoma anche un filare di una specie di conifere, caratterizzate dal fatto di avere le foglie caduche che si colorano di rosso nel periodo che corrisponde alla data dell'incidente (27 ottobre 1962). Davanti agli alberi, in mezzo ai fiori si trova la lapide con la croce.

## Opere
- Il complesso di inferiorità, Roma - Ivrea, Edizioni di Comunità, 2018.

## Riconoscimenti
Per la sua attività, Mattei fu insignito della laurea in ingegneria ad honorem nel 1953 dal Politecnico di Torino (consegnata ufficialmente da Eligio Perucca) e nel 1961 dalla Facoltà di Ingegneria (ora Politecnico) dell'Università degli Studi di Bari. Fu insignito anche di altre onorificenze come la croce di Cavaliere del Lavoro e la croce Bronze Star Medal dell'Esercito statunitense (5 maggio 1945), nonché della cittadinanza onoraria del comune di Cortemaggiore.
Inoltre, post mortem, l'11 aprile 2013 ricevette la cittadinanza onoraria del comune di Ferrandina (MT), dove nel 1958 l'Agip Mineraria effettuò prospezioni trovando il metano nella Valle del Basento.

## Archivio
La documentazione prodotta da Enrico Mattei è conservata presso l'archivio storico dell'Eni a Pomezia (Roma), nei fondi Ente nazionale idrocarburi - ENI (estremi cronologici: 1900-1999), ed Ente nazionale idrocarburi - ENI - Presidenza Enrico Mattei (estremi cronologici: 1948-1962).

## Filmografia

### Cinema
- 1972. Il caso Mattei, con Gian Maria Volonté, Luigi Squarzina, Peter Baldwin, regia di Francesco Rosi
- 2000. Processo al silenzio: il mistero della morte di Enrico Mattei, di Claus Bredenbrock e Bernhard Pfletschinger (Köln, Arte G.E.I.E., 58')
- 2003. Soraya, con Anna Valle, Erol Sander, regia di Lodovico Gasparini
- 2009. Enrico Mattei - L'uomo che guardava al futuro, con Massimo Ghini e Vittoria Belvedere, regia di Giorgio Capitani

### Televisione
- 2001. Blu notte - Misteri italiani: Il caso Enrico Mattei, di Carlo Lucarelli.
- 2023. Enrico Mattei. Ribelle per amore, di Angela Bozzolini